# Pierre Charbonnier (philosophe)
Pour les articles homonymes, voir Pierre Charbonnier et Charbonnier.
Pierre Charbonnier, né en 1983, est un philosophe français, spécialiste de philosophie politique et de philosophie de l'environnement.

## Biographie

### Jeunesse et études
Ancien élève de l’École normale supérieure de Fontenay-Saint-Cloud (2004) et agrégé de philosophie en 2006, il soutient en 2011 une thèse de doctorat à l'université de Besançon. 

### Parcours professionnel
Il est chargé de recherches à l'Institut d'études politiques de Paris (CNRS), où il enseigne.
Il connaît un succès médiatique avec la publication de son livre Abondance et liberté en 2020,,,. Cependant, dans le milieu de l'écologie politique militante, son travail reste controversé,.

## Publications
- Vers l'écologie de guerre - Une histoire environnementale de la paix, La Découverte, 2024, 324 p. (ISBN 978-2-348-07222-2)
- Culture Écologique, Presses de Sciences Po, 2022, 342 p. (ISBN 978-2-7246-3830-1)
- Abondance et liberté. Une histoire environnementale des idées politiques, La Découverte, 2020, 459 p. (ISBN 978-2-348-04678-0)
- La fin d'un grand partage : nature et société, de Durkheim à Descola, CNRS éditions, 2015, 310 p. (ISBN 978-2-271-08211-4)